# 爱之黎明 (绘画)

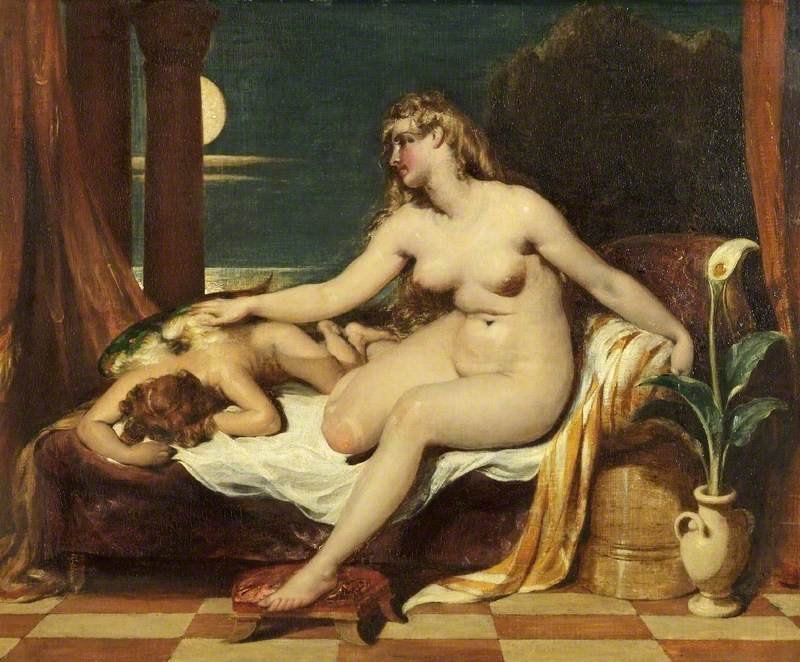
爱之黎明，1828年，88.8 x 96 厘米 (35.0 x 37.8 英寸)

《爱之黎明》（The Dawn of Love），也被称作《维纳斯现已苏醒，唤醒爱神》（Venus Now Wakes, and Wakens Love），是英国画家威廉·埃蒂创作的一幅油画，1828年第一次展出，目前存放于伯恩茅斯的罗素-科特艺术画廊博物馆。这幅画大致取材于约翰·弥尔顿1634年的作品《考马斯之假面舞会》中的一段文字，它描绘了裸体的维纳斯俯身去抚摸爱神的翅膀，以唤醒正在沉睡的爱神。尽管埃蒂在他的作品中经常用到裸体角色，但是他很少描绘肉体间的亲昵，因此，爱之黎明是一副比较特殊的作品。有些观众认为这幅画反映了考马斯中的情节，而这种公开显露的情欲对观众是一种挑战，因为原著中女主角虽然被欲望引诱，但是仍然保持了理性和超然。
尽管评论家称赞了该作品的一些构图和技巧，但是爱之黎明第一次展出时的反响相当不好。埃蒂以描绘写实风格的人物而著名，而风格化的维纳斯则被认为是受到了诸如鲁本斯的外国画家的过多影响，画作太过性感妖娆，上色不够写实，而整幅画看上去过于粗俗淫秽。爱之黎明并没有被包括在1849年的埃蒂主要作品回顾展中的133副画作中，而1899年在格拉斯哥的展出引起了观众对所谓淫秽主题的不满。这幅画于1889年被默顿·罗素-科特购入，自此收藏于罗素-科特艺术画廊博物馆。

## 相关背景

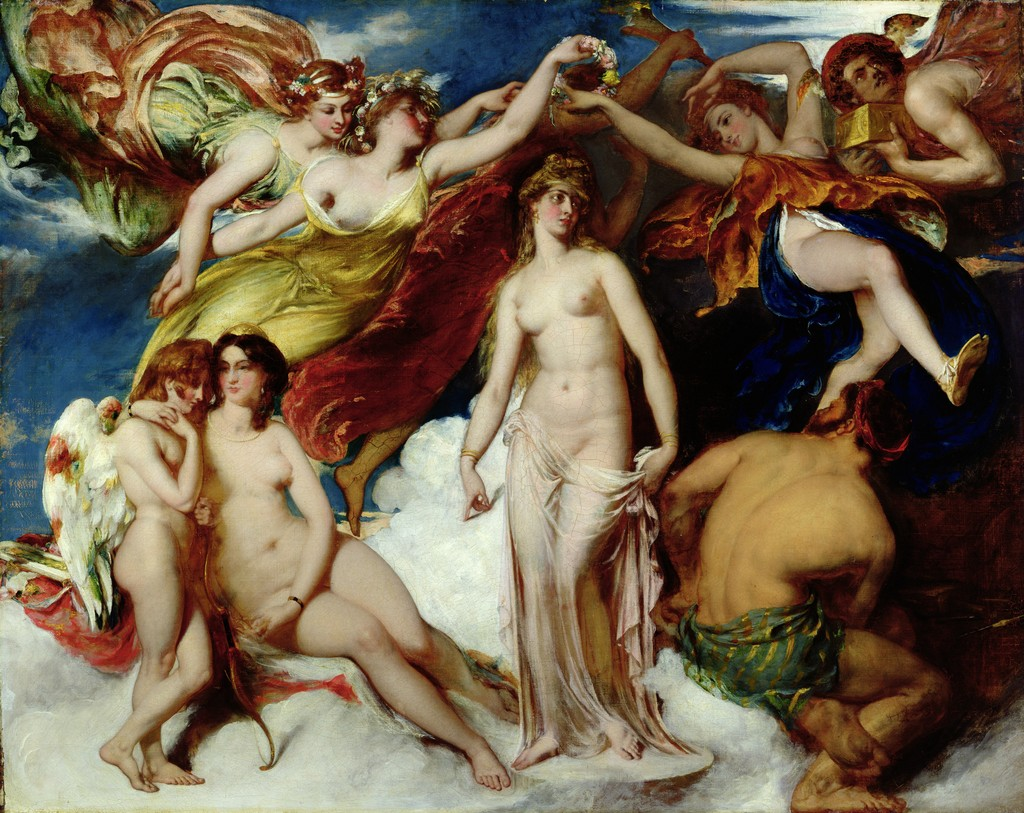
《潘多拉被四季加冕》（1824年）. 在克莉奥佩特拉获得成功反响后，埃蒂试图重现这一成功，因而描绘了更多包含裸体角色的历史类画作。

威廉·埃蒂生于1787年，是一位约克的面包师和磨坊主的儿子。他最初在赫尔做印刷工学徒。结束七年学徒生涯之后，18岁的他“带着几只炭笔”搬到伦敦，想要成为延续老派画家传统的历史画家。埃蒂入学皇家艺术研究院之后，花了一年时间在著名肖像画家托马斯·劳伦斯手下学习，随后他回到皇家艺术研究院，在人体绘画课上练习并模仿其他的绘画品。埃蒂是约翰·奥佩的追随者，但是，与当时流行的约书亚·雷诺兹的正式风格相比，奥佩更提倡并不受欢迎的提香和鲁本斯的绘画风格，因此埃蒂在研究院的绘画比赛中并不成功，在19世纪10年代期间，他提交给皇家研究院夏季展览的每一副作品都被拒绝了。1821年，皇家艺术研究院接受并在夏季展览上展出了他的一幅作品——克莉奥佩特拉到达奇里乞亚（也被称作克莉奥佩特拉凯旋）。这幅画获得了极高的反响，很多与埃蒂同时代的画家都对他大加赞赏。他在画布上准确捕捉出肉体感的能力，以及他对皮肤颜色的对比感的执着，使得埃蒂成为受人尊敬的画家。在克莉奥佩特拉展出成功后的十年内，埃蒂试图通过在圣经、文学和神话主题中描绘裸体角色来重现这一成功。
尽管一些个人会收藏外国画家的裸体艺术，但是在英国没有欣赏裸体画的传统，在1787年的影响风俗禁令颁布以后，向公众传播裸体材料受到了打压。埃蒂是第一位专攻裸体艺术的英国画家，而下层阶级对这些画作的反应在19世纪引起了质疑。许多评论家批评说埃蒂对女性裸体的重复描绘是下流的，但是他对男性裸体的描绘基本上反响不错。

## 组成
于茶褐色沙砾及木架上

俏皮漂亮的精灵翩翩起舞

近潺潺小溪与涌泉

林中仙女，饰以雏菊

通宵达旦，享乐欢愉；

夜与睡眠何干？

夜可更为甜腻，

维纳斯现已苏醒，唤醒爱神。

让我们的仪式开幕；

罪孽只存在于日光下

夜晚的暗影将其掩盖。

万福啊！夜间消遣的女神。
《爱之黎明》描绘的是约翰·弥尔顿1634年的《考马斯之假面舞会》中较前的一段文字。《考马斯》讲述了一个道德故事，其中被称作“女士”的女主人公与家人分别之后，遇到了堕落的魔术师考马斯，并被他抓住囚禁了起来。考马斯用他力所能及的各种方式试图激起她的性欲。“女士”抵抗了所有的诱惑，并且用她的理智和道德感阻止了考马斯让她堕落或屈服于欲望的企图。
埃蒂这副画没有直接描绘考马斯中的场景。它的灵感来源于考马斯中较前的一段文字，在考马斯还未遇到“女士”之前，他认为只有当人们意识到原罪的存在时，原罪才会影响他们，因此在黑暗中屈从于原始欲望是正确且自然的，他讲到：“夜与睡眠何干？夜可更为甜腻，维纳斯现已苏醒，唤醒爱神。”埃蒂这副画表现了作为“夜间消遣的女神”的裸体维纳斯，伸手抚摸爱神的翅膀来唤醒沉睡中的爱神。虽然埃蒂以他描画写实风格的人类角色的能力而闻名，但是在爱之黎明中的维纳斯相当风格化，是他刻意依照鲁本斯的风格来绘制的。
《爱之黎明》故意将道德困境呈现在观众面前。通过不加掩饰地对裸体和性感进行描绘，埃蒂提出了与考马斯相同的论点，即人们在私底下屈从于淫荡的想法是合理的。这幅画给观众带来的道德挑战正如考马斯给“女士”的挑战一样，当屈从于欲望不会带来明显不利时，人们如何保持高尚且理智的优秀本真。
尽管埃蒂经常描画裸体，但是他很少描绘战斗以外的肉体亲昵，因此爱之黎明是他较不寻常的一副作品；埃蒂的传记作家莱昂纳多·罗宾森在2007年评论称“（《爱之黎明》）不像是埃蒂通常描绘的主题，以至于人们很难理解他为什么画这幅作品。”

## 反响

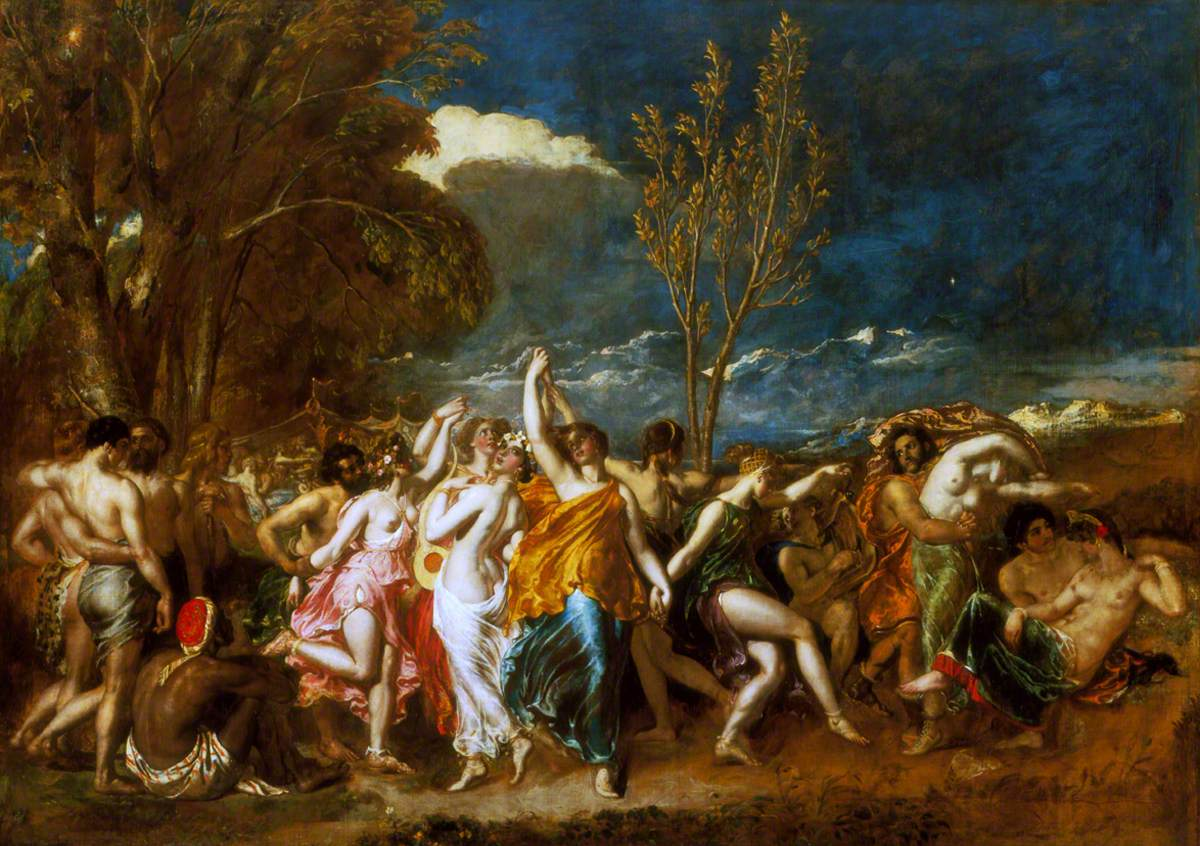
《埃蒂的大洪水前的世界》，1828年下半年展出，主题仍是弥尔顿，这次描绘了《失乐园》。

1828年2月，埃蒂在英国艺术学院以《维纳斯现已苏醒，唤醒爱神》为标题展出了这幅画。因为维纳斯的绘画风格，它的展出立即遭遇了评论界的一片嘲讽之声；而在少数的正面评论中，新月刊杂志的评论家认为“维纳斯的人体绘制得相当美妙，用色鲜艳妖娆；而她揉皱爱神翅膀来唤醒他的动作是经过精心设计并处理的”。 《泰晤士报》评论称“这幅画自由灵动”并且“尽管色彩丰富，其用色是相当自然的”，但是认为“这一主题的处理对公众而言太过挑逗（依据道德准则 ，我们还能用程度更高的词）”。文艺公报赞同称这幅画“非常有吸引力，特别是色彩方面”，但是认为这幅画中呈现的“色情主题品味低俗，是最不能饶恕的一种罪恶”，并指责埃蒂的“草率”作画，认为“无法相信一个专注研究人体模型多年的艺术家会犯这种无知的错误”。月刊杂志不满维纳斯“沉闷的色彩和丰满的体型”，以及埃蒂对“（维纳斯）身体的过度暴露描绘”。与此同时，贝尔时尚杂志觉得埃蒂对维纳斯的描绘“尽管呈现了一位性感女性，但是这并没有达到美的极致，也没有遵循任何对爱之女神的公认描述，即维纳斯的形象”，杂志还批评了“肉体的浑浊色彩”。

最严厉的批评来自于《伦敦杂志》的一名匿名评论家：
我们强烈批判这副小型画作，不是因为有些人提到的裸体或下流形象，而是因为它体现出的对美、优雅和表达的无知，遮盖了裸体本身，让人们无法看到其中的美。埃蒂先生似乎意识到自己所绘肉体的冷色调，他试图利用肥胖的人物来弥补这一不足。但这些人物并不是色情或诱人的。我们建议埃蒂放弃这类不完整的小型人物画，这类鲁本斯风格的丰腴画，这类在他人看来是“没得画了的随意作品”。埃蒂果断、开放、阳刚的笔触需要宽广的绘画范围和不一样的主题。——伦敦杂志, 1828年4月
之后同年，这本杂志的另一位匿名评论家再次提出类似的质疑，责怪埃蒂对外国画家的模仿，认为其应当试着发展一种新的特殊风格，他提出“人们在模仿别人的声音或动作时，很难做到不夸张或戏仿”，还说道“把提香风格的维纳斯，异教徒们的寓言，或粗俗的消遣活动，与支撑我们未来希望的事物相提并论，这是不道德的”，并且“鲁本斯在这里（英国）应该是一块需要躲避的石头，而不是让人跟随的明灯”。

## 历史影响

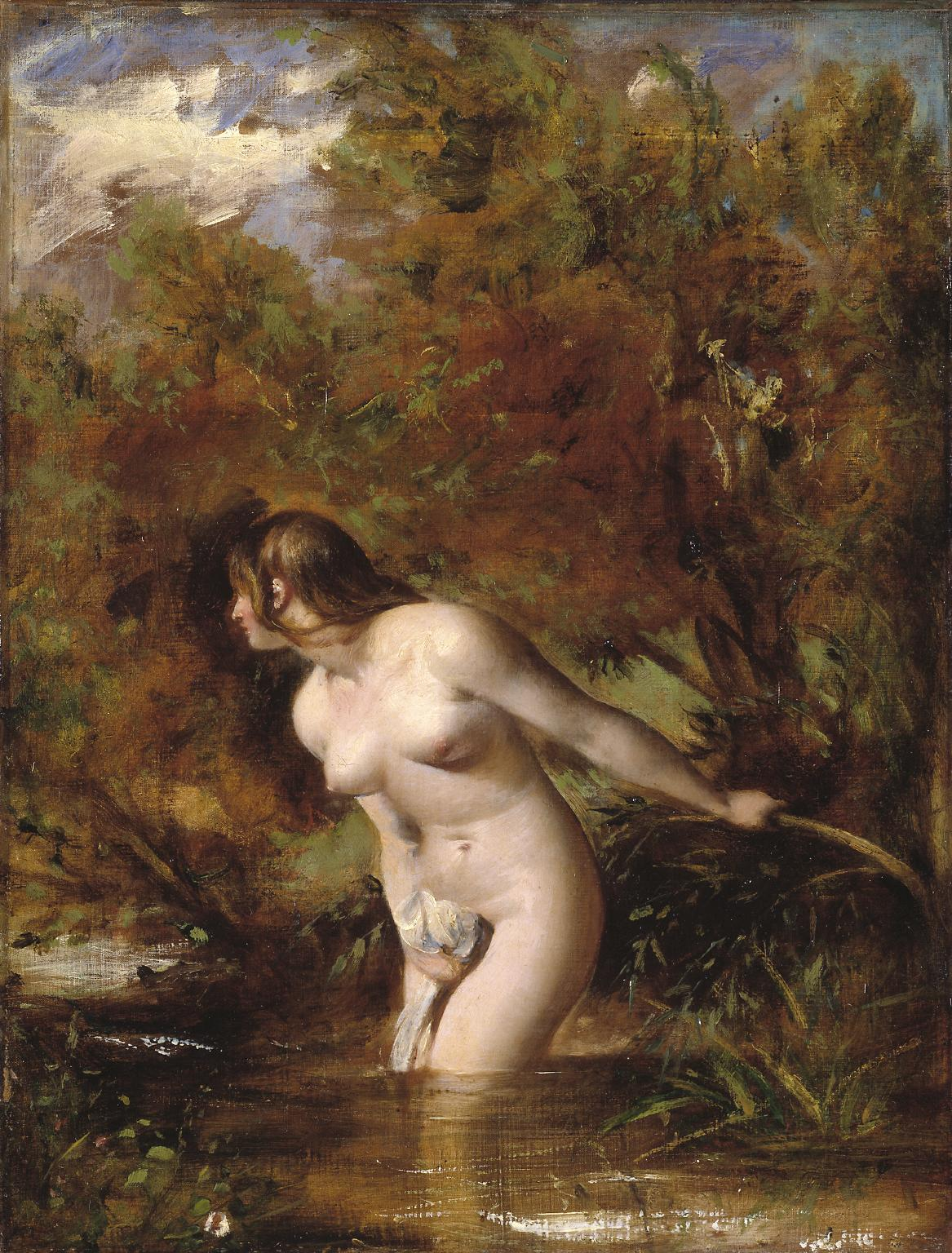
《穆西多拉: 沐浴者 被可疑风声惊吓》(展. 1846年) 埃蒂继续描绘裸体，但是很少再描写肉体亲昵。

1828年2月，在《爱之黎明》展出后不久，埃蒂以18票对5票的结果击败约翰·康斯特勃，成为了皇家艺术院的正式成员，这在当时是艺术家可以获得的最高荣誉。
1832年之后，出版界重复攻击所谓的埃蒂作品的不得体和没品位，因此，尽管埃蒂继续以画裸体闻名，但是他开始在作品里有意地反映道德教义。他死于1849年，直到去世之前都一直在工作和展出，而且虽然被很多人认为是色情画家，但是作为艺术家的他还是相当受人尊敬。查尔斯·罗伯特·莱斯利在埃蒂死后不久说：“（埃蒂）他本人不会思考邪恶之事也没有恶意，他没有意识到某些想法恶心的人看待他作品的角度”。随着新运动的出现，英国的绘画逐渐具有特点，公众对埃蒂作品的兴趣则慢慢消退，直到19世纪末的时候，他的所有画作都降到低于原价的价格了。
《爱之黎明》（以最初标题《维纳斯现已苏醒，唤醒爱神》）曾于1829年在伯明翰艺术学会展出，但是除此之外，它在埃蒂生前的展出历史没有被记录。这副画的原始价格没有记录，并且它没有被包括在1849年皇家文艺学会的埃蒂主要作品回顾展的133副画作中。1835年，这幅画被纺织企业家约瑟夫·斯特鲁特私人收藏，但是，1844年他去世后，这幅画并不在拍卖的画作之中。1889年6月，这幅画被默顿·罗素-科特爵士以未知价格从一位匿名买手那里购得，并自此作为藏品保存在伯恩茅斯的罗素-科特艺术画廊博物馆。1899年，这幅画作为罗素-科特藏品在格拉斯哥市政画廊展出。这次展出因为所谓的淫秽主题而引起了一些争议；1894年，警察和地方法官下架一个格拉斯哥的商店里一些大画家的所谓淫秽版画，人们认为教育性质的公立机构展出同等淫秽程度的作品是很不合适的。一些艺术界的名人，比如弗雷德里克·雷顿，进行了干预，于是这次展出按原计划举办。爱之黎明还在1955年的一次英国艺术议会展览上展出，并且，2011至2012年期间，约克艺术画廊展出了埃蒂主要作品回顾，这幅画是其中之一。

## 脚注
1. ↑  埃蒂的男性裸体画主要是关于神话英雄和经典战役的，在这些主题中描绘男性裸体在英国被认为是没有问题的。[15]
2. ↑  在埃蒂的时代，类似于骑士的荣誉只会被授予给主要学会的主席，备受敬重的艺术家都不会被授予类似荣誉。[28]